# São Nicolau (Kap Verde)
São Nicolau (dt.: „Sankt Nikolaus“) ist eine der gebirgigen Kapverdischen Inseln im Norden des Archipels mit einer Fläche von 388 km². Sie gehört zur Inselgruppe Ilhas de Barlavento (dt.: „Inseln über dem Wind“).

## Geographie
São Nicolau liegt im Norden des Archipels zwischen den Inseln São Vicente und Sal auf einem gemeinsamen Tiefseesockel mit den unbewohnten Inseln Santa Luzia, Raso und Branco und der Insel São Vicente. Es entsteht so ein vergleichsweise flaches und fischreiches Meeresbecken zwischen den genannten Inseln auf der ansonsten recht tiefen (5300 m) Kapverdischen Meeresschwelle.
Höchste Erhebung ist der Monte Gordo (1312 m), ein jüngerer ebenmäßiger Vulkankegel mit runder Kuppe. Das gebirgige Zentrum der Insel empfängt unregelmäßig Niederschläge, während die niedrigen Küstenregionen und ausgreifenden Halbinseln wüstenartig trocken sind. Nur in Fajã kann dank eines Süßwasserstollens in nennenswertem Umfang Bewässerungs-Landwirtschaft betrieben werden.
Die Distrikt-Stadt Vila da Ribeira Brava wird inzwischen in Einwohnerzahl und wirtschaftlicher Bedeutung von der im Süden gelegenen Hafen- und Fischerstadt Tarrafal de São Nicolau überholt.

## Geologie
Der geologische Aufbau São Nicolaus lässt sich wie folgt gliedern (von jung nach alt):
- Quartäre Sedimente
- Monte-Gordo-Formation
- Preguiça-Formation
- Haupteruptiva
- Konglomerate und Brekzien
- Figueira-de-Coxe-Formation
- Obermiozäne marine Sedimente
- alter Eruptivkomplex

Das vulkanische Gebäude São Nicolaus liegt 131 bis 126 Millionen Jahre alter ozeanischer Kruste aus dem Barremium auf. Der basale alte Eruptivkomplex, aufgeschlossen vorwiegend im Norden der Insel im Tal der Ribeira Brava, besteht aus stark verwitterten Hyaloklastiten (Palagoniten), die sehr intensiv von einem Gangschwarm durchsetzt werden. Die Gänge können bis zu 90 % des Volumenanteils annehmen. Neben den Hyaloklastiten kommen auch erodierte Phonolithschlote vor. Der alte Eruptivkomplex ist mindestens 6,2 Millionen Jahre alt, wahrscheinlich sogar älter als 11,8 Millionen Jahre.
Die obermiozänen marinen Sedimente überlagern mit einer deutlichen Erosionsdiskordanz den alten Eruptivkomplex. Sie bestehen aus fossilreichen Kalkareniten. Ihr mittels Foraminiferen bestimmtes Alter wird mit einer Spanne von 11,8 bis 5,8 Millionen Jahren angegeben (Tortonium und Messinium), möglicherweise auch nur mit 6,2 bis 5,8 Millionen Jahren (Messinium). An Fossilien führen die Sedimente Cirripedia (Balaniden), Stachelhäuter, Muscheln, Gastropoden, vereinzelte Korallen, Foraminiferen (Rotaliiden) und Rotalgen.
Die überlagernde Figueira-de-Coxe-Formation wird aus submarinen Laven und deren Brekzien aufgebaut, überwiegend Kissenlaven. Im Tal der Ribeira Brava stehen auch Pyroklastite an, die auf ein bedeutendes örtliches Eruptionszentrum hinweisen. Im Hangenden der Figueira-de-Coxe-Formation erfolgte erneut eine bedeutende Erosion und es wurden Konglomerate und Brekzien abgelagert. Darüber legten sich sodann marine Sedimente.
Die folgenden Haupteruptiva repräsentieren das Schildstadium São Nicolaus. Sie lassen sich generell in ein unteres, submarines (mit Pillowlaven, Tuffen und Hyaloklastiten) und in ein oberes, subaerisches Stadium (mit Lavaflüssen) unterteilen. Sie sind auf der gesamten Insel anzutreffen und stellen volumenmäßig den Hauptanteil der anstehenden Gesteine. In das submarine Stadium sind marine Karbonate (Kalkarenite) eingeschaltet, die fossile Stachelhäuter, Muscheln (Austern), Korallen und Rotalgen (Rhodolithen) enthalten. Die Ablagerungen sprechen für einen Schelfbereich mittlerer Energiestufe. Neue Datierungen weisen den Haupteruptiva ein Alter von 4,7 bis 2,6 Millionen Jahren zu (Zancleum und Piacenzium).
Nach erneuter Erosion legten sich die jungen, subaerischen Lavaflüsse der Preguiça-Formation über die Haupteruptiva. Sie wurden datiert und weisen ein pleistozänes Alter von 1,7 bis 1,15 Millionen Jahre auf. Im Hangenden der Formation entstanden viele Schlacken- und Aschenkegel, die zum Teil noch recht gut erhalten sind und nur unschwer von gleichartigen Ablagerungen der zwischen 100.000 und 50.000 Jahre alten jungpleistozänen Monte-Gordo-Formation unterschieden werden können.
Während des Quartärs kam es zur Ausbildung von extensiven Abrasionsplattformen, die Höhen von bis zu 60 Meter über dem heutigen Meeresspiegel erreichen können. Auf die Plattformen münden mehrere alluviale Fächer, vereinzelt finden sich auch noch kleinere pyroklastische Kegel der Monte-Gordo-Formation sowie bis zu drei Horizonte an fossilführenden Kalkareniten.
Petrologisch handelt es sich bei den Vulkaniten São Nicolaus um primitive, ultramafische bis mafische Alkaligesteine mit relativ hohem Magnesiumgehalt (MgO variiert zwischen 8 und 19 Gewichtsprozent), darunter Pikrobasalte, Basanite und Nephelinite. Als differenziertere Gesteine sind Phonolithe anzuführen, die vorwiegend während des Schildstadiums gefördert wurden.
Die in den Basaltgesteinen angetroffenen Isotopenvariationen erklären sich am besten mit einem Mischvorgang aus vier Endkomponenten:
- radiogene Endkomponente, die den tiefreichenden Kapverden-Mantleplume repräsentiert
- unradiogene Endkomponente mit MORB-Zusammensetzung des Mittelatlantischen Rückens
- unterkretazische, den Kapverden-Archipel unterlagernde MORB-Komponente
- São Vicente-ähnliche Karbonatit-Komponente.

Dies unterstreicht die Bedeutung relativ seichter Magmenreservoire bei der Magmenentstehung unterhalb von São Nicolau.

## Geschichte
Entdeckt wurde die Insel am 6. Dezember 1460 durch den Genueser Kapitän Antonio da Noli, der sie im Auftrag Heinrichs des Seefahrers für die portugiesische Krone in Besitz nahm.
Eine stabile Besiedlung durch Sekundärkolonisation von den südlichen Inseln und neue Einwanderer aus Madeira und Portugal folgte erst im 18. Jahrhundert. Historisch spielte die Insel eine große Rolle durch das 1866 eröffnete Priesterseminar, das älteste in Westafrika, zu dem auch eine weltliche Schule gehörte. Zu den ehemaligen Seminaristen zählen die größten Literaten und Künstler des Archipels des 19. und 20. Jahrhunderts, Wegbereiter der kapverdischen Identität und Unabhängigkeit.
Der historische Stadtkern von Vila da Ribeira Brava gruppiert sich um die Bischofskirche Igreja Matriz de N. Senhora do Rosário, die früher größte Kirche Westafrikas, sowie das Geburtshaus des Dichters José Gabriel Lopes da Silva (Pseudonym: Gabriel Mariano, * 18. Mai 1928, † 18. Februar 2002). Auf der anderen Talseite liegt das als Museum renovierte Seminar-Gymnasium.
Heute leben etwa 12.700 Einwohner auf der Insel, weitaus weniger als vor den verheerenden Dürre- und Hungerkatastrophen der 1940er Jahre, als ein großer Teil der Bevölkerung verhungerte oder nach São Tomé und Príncipe emigrierte.

Bilder
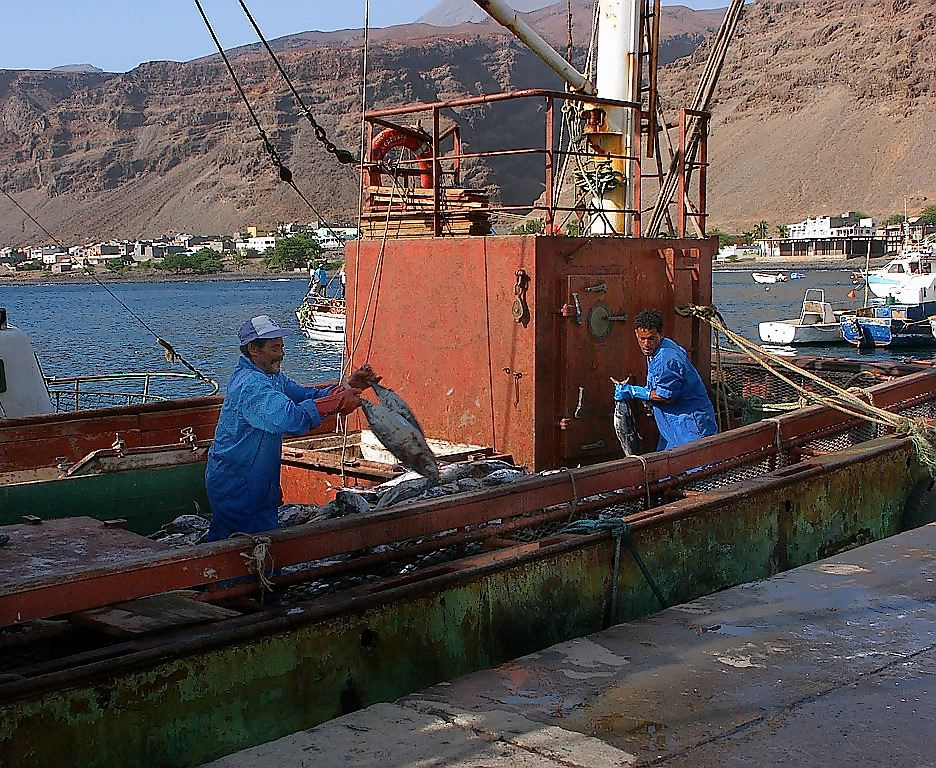
Fischer in Tarrafal de São Nicolau
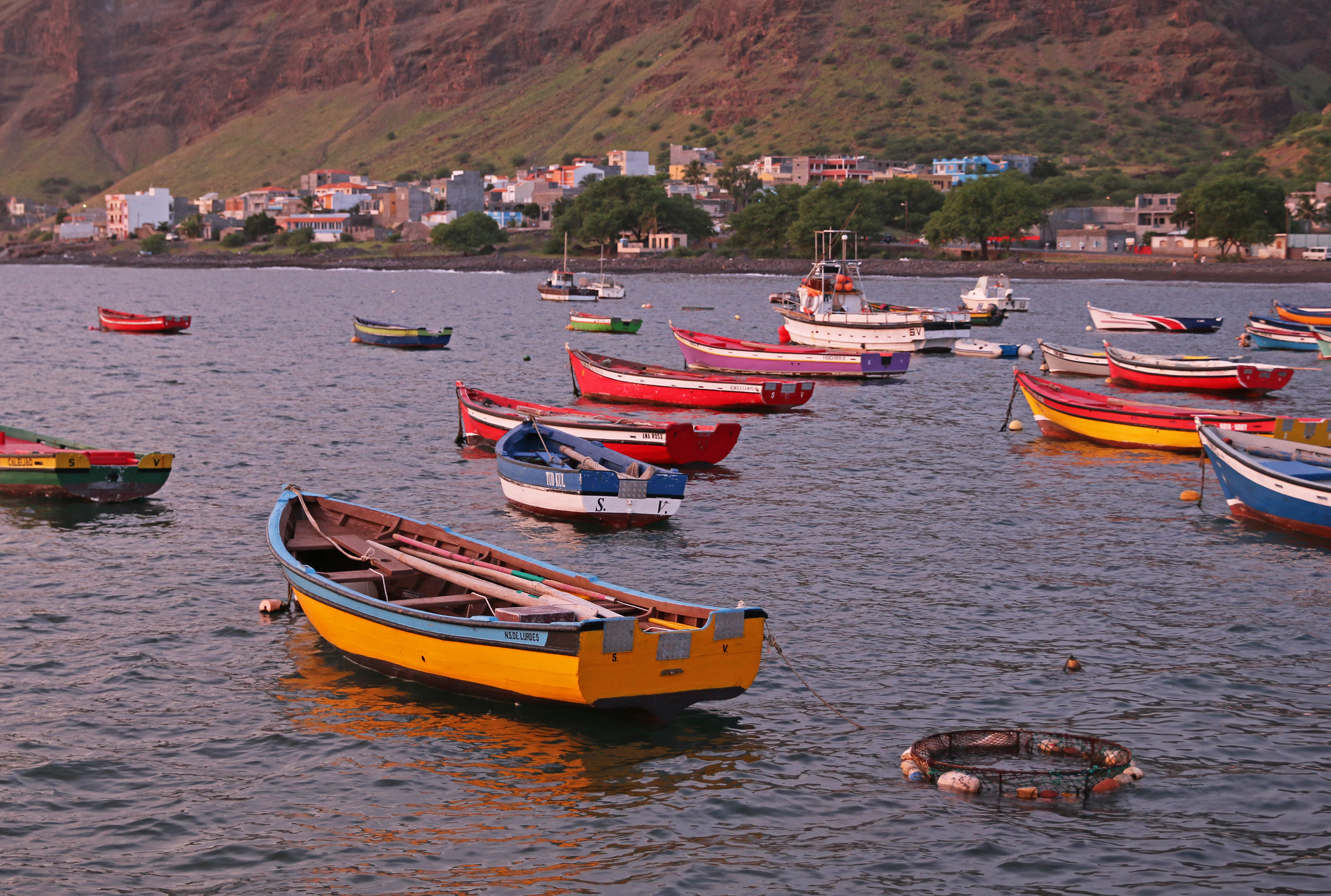
Fischerboote im Hafen von Tarrafal, São Nicolau (Kap Verde), von der Abendsonne beschienen
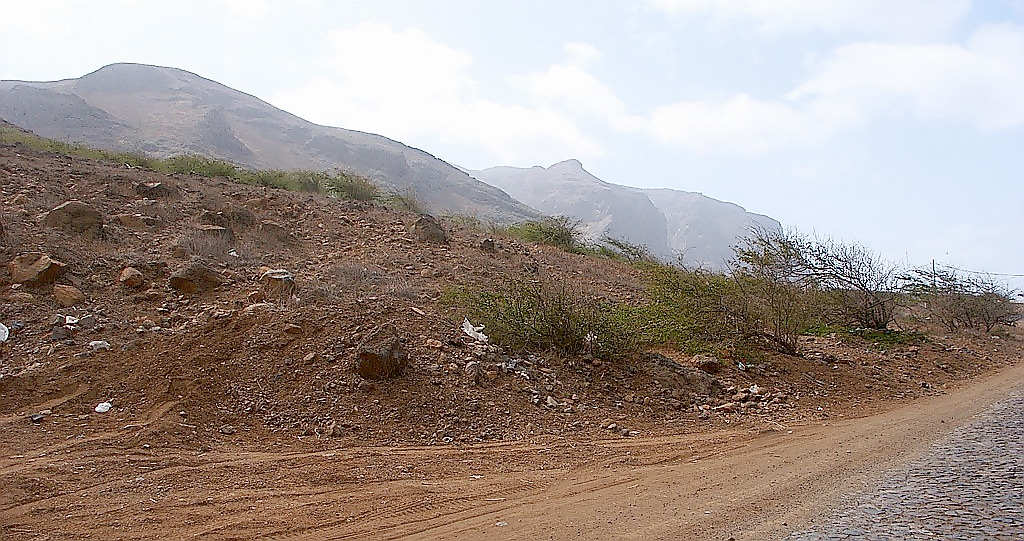
Eine der typische Schotterpiste auf São Nicolau
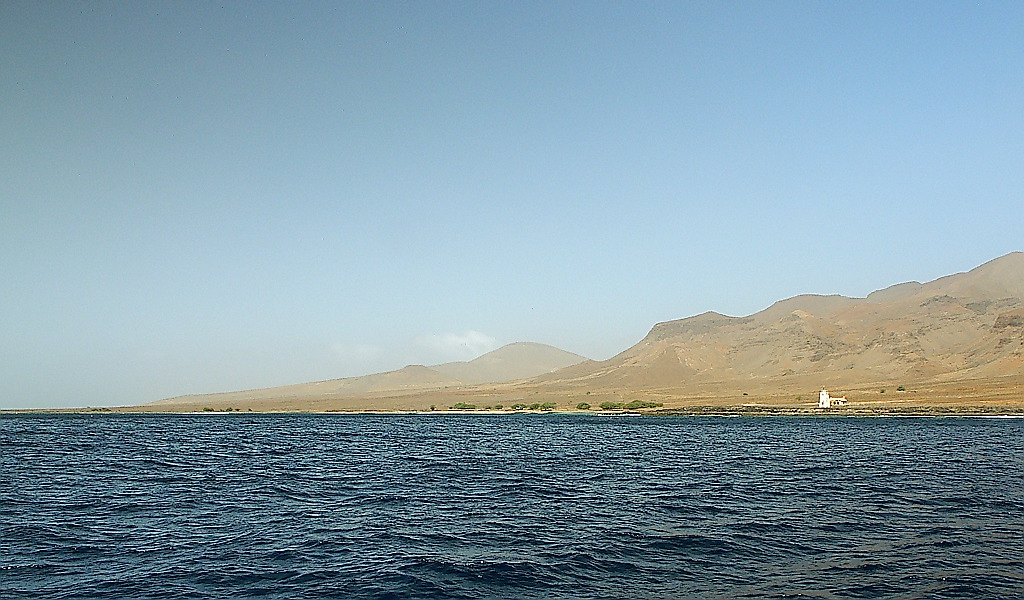
Küste der Insel, vom Boot aus gesehen

## Verwaltung
Die Insel gehört zur Nordgruppe der Kapverdischen Inseln, den Ilhas de Barlavento. Als wichtigster Ort und damit inoffizielle Hauptstadt gilt Ribeira Brava.
Administrativ ist São Nicolau in zwei Kreise (Concelhos) mit zusammen drei Gemeinden (Freguesia) gegliedert.
| Concelho (Kreis)        | Freguesia (Gemeinde)     |
| ----------------------- | ------------------------ |
| Ribeira Brava           | Nossa Senhora da Lapa    |
| Ribeira Brava           | Nossa Senhora do Rosário |
| Tarrafal de São Nicolau | São Francisco            |

## Wirtschaft und Tourismus
Stärker als andere Inseln überlebt São Nicolau dank der Zuwendungen von Familienangehörigen in der Emigration.
Haupterwerbszweige vor Ort sind Fischfang und die Zuwendungen von den in die Emigration gegangenen Einheimischen.
Der Tourismus hat große Möglichkeiten dank weiter Strände, schöner Wanderwege und einem Netzwerk kleiner Straßen. Noch ist er wenig entwickelt, weil die Verkehrsanbindung per Flugzeug und Fähre sich erst in den letzten Jahren verbesserte. Bei Wanderern ist São Nicolau beliebt dank sehr schöner und im Vergleich zu Santo Antão weniger anstrengender Berg- und Küstenwanderungen.